# Monika Krause-Fuchs
Monika Krause-Fuchs (Schwaan, 8 de abril de 1941-Flensburg, 20 de mayo de 2019) fue una socióloga y educadora sexual alemana que se desempeñó en Cuba entre 1962 y 1990, y fue la primera directora de CENESEX. Su nombre en Cuba fue Monika Krause.

## Biografía

### Primeros años en Cuba
Monika Krause cursó Estudios Latinoamericanos en la Universidad de Rostock, República Democrática Alemana. En 1961 conoció a su futuro esposo, Jesús Jiménez, un capitán español de la marina mercante cubana.
Las autoridades de la República Democrática Alemana obstruyeron los planes de matrimonio de Monika Krause, ya que en ese momento Cuba era considerada un "espacio económico no socialista". La amenazaron con no poder terminar sus estudios. Intervenciones diplomáticas del gobierno cubano, con quien su prometido tenía buenos contactos, posibilitaron a la postre el matrimonio.

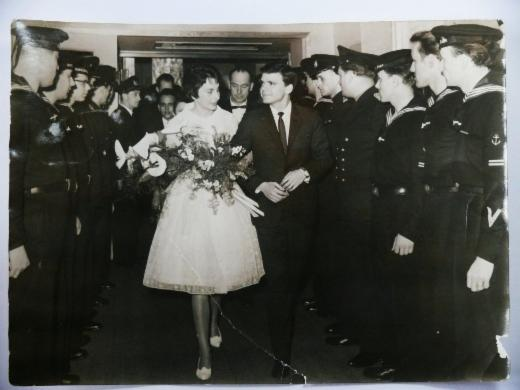
Boda de Monika Krause con el capitán de navío hispano-cubano Jesús Jiménez Escobar en 1962 en Rostock-Warnemünde, Alemania Oriental.

Durante sus primeros años en Cuba, Monika trabajó como intérprete y maestra de idioma alemán. Krause completó sus estudios después de pausarlos dos veces debido al nacimiento de sus dos hijos cubanos y a estadías en el extranjero relacionadas con la carrera de su esposo. En 1970, se graduó en la Universidad de La Habana como Licenciada en Lengua y Literatura Españolas. Luego encontró trabajo en la Dirección Nacional de la Federación de Mujeres Cubanas (FMC), presidida por Vilma Espín, esposa de Raúl Castro. En la FMC, Monika trabajó en el departamento de relaciones internacionales.

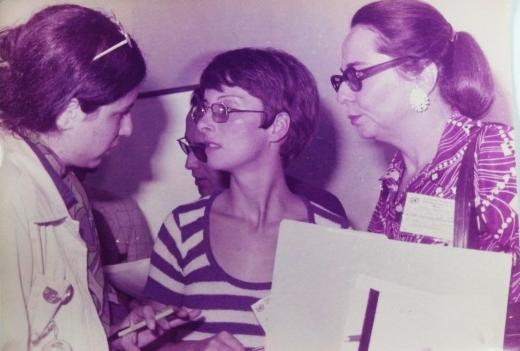
Monika y Vilma Espín, Presidenta de la Federación de Mujeres Cubanas, en la Conferencia Mundial de la ONU sobre la Mujer, Ciudad de México, 1975, Año Internacional de la Mujer.

### Actividad como educadora sexual
Monika sufrió una fractura de cuello en un grave accidente automovilístico, lo cual la mantuvo en baja médica por varios meses. Durante esos meses en casa, fue comisionada por la presidenta de la FMC, Vilma Espín, para revisar bibliografía sobre educación sexual de diferentes países y desarrollar un estudio comparativo de elementos que pudieran ser aplicados en Cuba. Entre otros acontecimientos fortuitos de ese año , Monika conoció a su compatriota Prof. Dr. Siegfried Schnabl, y al Prof. Dr. Celestino Álvarez Lajonchere. Del Dr. Schnabl aprendería los detalles del exitoso programa de educación sexual de la RDA, que serviría de inspiración para el incipiente programa cubano. Con el Dr. Lajonchere, Monika formaría un equipo muy efectivo que causaría un profundo efecto en los años venideros.

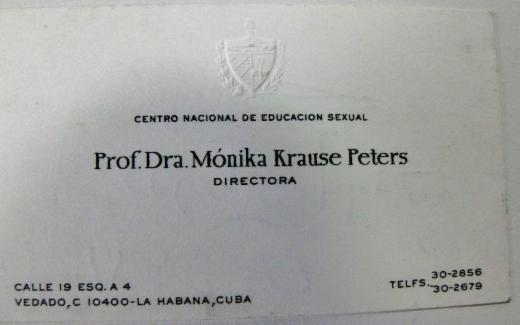
Tarjeta de visita de la Prof. Dra. Monika Krause Peters (su nombre oficial completo en Cuba tras serle otorgada la ciudadanía cubana) como primera directora del Centro Nacional de Educación Sexual CENESEX.

En 1977 se fundó el "Grupo Nacional de Trabajo de Educación Sexual en la Comisión Permanente de la Asamblea Nacional para la Atención de la Niñez, la Adolescencia y la Igualdad de Derechos de la Mujer" del que Monika sería la coordinadora. GNTES se transformó en el Centro Nacional de Educación Sexual (CENESEX), del cual Monika fue su primera directora.
Monika Krause consideró el embarazo en la adolescencia un problema mayor de la sociedad cubana. En su opinión era causado por la combinación del machismo inherente en la sociedad, con su definición reaccionaria de roles y géneros, y por el sistema generalizado de internados que tenía a casi toda la población joven (entre 12 y 18 años) del país lejos de sus hogares y de sus padres.
Un logro importante de GNTES / CENESEX, en gran medida debido a la tenacidad incansable de Monika, fue la publicación de numerosos libros de autores de renombre mundial sobre temas de educación sexual y sexología, tanto para especialistas como para el público en general. Las ediciones de cientos de miles de copias se agotaban al instante, causando un impacto social significativo. Un hito fue la publicación de "El Hombre y mujer en la intimidad" del Dr Schabl, que trataba de manera científica y moderna un tema tabú en la sociedad cubana de aquellos tiempos (y los actuales): la homosexualidad.
Otra labor importante y constante de Monika Krause fue el trabajo educativo, que abarcaba desde conferencias a adolescentes en internados hasta la formación de profesionales de salud.
En 1983, Monika Krause recibió un doctorado Summa Cum Laude en filosofía con el tema "la preparación de la joven generación cubana para el amor, el matrimonio y la familia", por la Universidad de Rostock, RDA. Tras su habilitación en 1986 fue profesora del Instituto de Ciencias Médicas de la Universidad de La Habana.
Monika hizo uso regular de la prensa para publicar artículos de educación y divulgación científica. Tuvo programas en la radio y la televisión. En un programa de la televisión, Krause mostró por primera vez un condón, desempacándolo y explicando cómo funcionaba, causando un gran revuelo y ganándose el título de: La Reina del Condón.
Monika alzó su voz cada vez más fuertemente contra la irracional homofobia institucionalizada de la Cuba de los años 80. En 1990, en una entrevista titulada En sexo todo es normal, para la revista de la Universidad de La Habana "Alma Mater", Monika denunció abiertamente la represión a los homosexuales en Cuba. Fue reprendida por transgredir líneas rojas establecidas, pero su audacia daría lugar a una revisión de las disposiciones homófobas en vigor.
Por su ataque frontal al machismo, por su defensa de los derechos de las mujeres en igualdad de condiciones, Monika tuvo muchos detractores que la apodaban “la temible”, “la corruptora de menores”, “la obsesa sexual”. Pero gozó del respeto de un pueblo que admiró su constancia, humildad y coherencia, y que le otorgó títulos honoríficos como: “la defensora de las mujeres”, “la reina del condón” o, simplemente, “Mónica, de educación sexual”.

### Retorno a Alemania

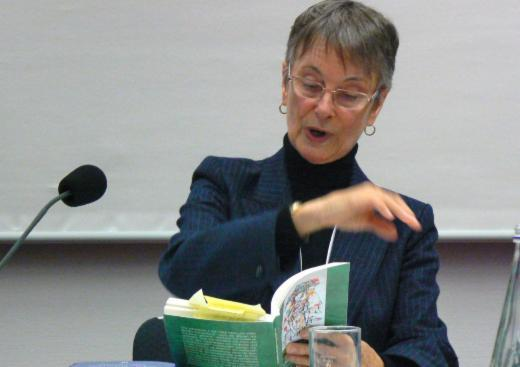
Monika Krause-Fuchs leyendo sus memorias, Alemania, principios de la década de 2010.

Desilusionada con la Revolución cubana y con su matrimonio roto, Monika Krause y sus dos hijos cubanos finalmente regresaron a Alemania en 1990, con el pretexto de un viaje de vacaciones para ver a su madre enferma.
Monika Krause se casó por segunda vez con Dr Harry Fuchs (adquiriendo el nombre Krause-Fuchs) y vivió con él en Glücksburg en el Mar Báltico hasta su muerte. Escribió varios libros sobre sus experiencias en Cuba, dio conferencias y realizó talleres.
Monika Krause-Fuchs falleció el 20 de mayo de 2019 a la edad de 78 años.

## Filmografía
- Silvana Ceschi y Reto Stamm: La reina del condón (Suiza 2007), documental sobre Monika Krause-Fuchs (Trailer)[8]

## Libros
- Daniel & Dictys Jimenez Krause (Eds.): Monika Krause, Queen of Condoms. Memoir of a Sex Educator in Revolutionary Cuba (2022). ISBN 978-05-7834-013-5. Iliada Ediciones, Miami and Berlin.
- Monika Krause-Fuchs: Monika y la Revolución. Una mirada singular sobre la historia reciente de Cuba (2002). ISBN 978-8479264024. Centro de la Cultura Popular Canaria. Spain.
- Monika Krause-Fuchs: Cuba: mi infierno y mi paraíso (2020). ISBN 979-8663119627. Ilíada Ediciones, Berlin.
- Monika Krause-Fuchs: ¿Machismo?, no gracias. Sexualidad en la revolución (2007). ISBN 978-84-8382-112-1. Ediciones Idea. Colección Letras de Cuba. Santa Cruz de Tenerife, Spain.
- Monika Krause-Fuchs: Cuba – Meine Hölle, mein Paradies. 30 Jahre Fidel Castro und ein Ende (2008). ISBN 978-3-86634-623-9. Projekte-Verlag-Cornelius GmbH, Halle/Saale, Germany.
- Monika Krause-Fuchs: Machismo ist noch lange nicht tot! Kuba: Sexualität im Umbruch (2008). ISBN 978-3-86634-469-3. Projekte-Verlag-Cornelius GmbH, Halle/Saale, Germany.

## Artículos
- El embarazo en la adolescente. Editorial Científico-Técnica, La Habana, 1983.
- El problema del niño no deseado; Sexualidad e igualdad; Nosotros y el amor. Guiones para una serie de la televisión cubana (1985-1986).
- Planificación familiar en Cuba. Aspectos políticos y legales. Cuba Internacional, La Habana, 1986; Informationen, Academia de Ciencias Sociales, Berlin, 1988.
- Educación sexual. Selección de lecturas. Editorial Científico-Técnica, La Habana, 1988.
- Educación sexual en Cuba. Cuba Internacional. La Habana, 1987; Informationen, Academia de Ciencias Sociales, Berlin, 1987; Boletín del CORA, México D.F., 1989.
- Conocimientos y actitudes del médico de la familia sobre la sexualidad y la planificación familiar. Evaluación de una investigación. Informationen. Academia de Ciencias Sociales, Berlin, 1989.
- Interview: En sexo todo es normal. Revista Alma Mater No 325, 6/7 1990.
- Para mí una muchacha vírgen es como un coche nuevo. Marianne Braig, Karin Gabbert, Wolfgang Gabbert (Hrsg.). Geschlecht und Macht. Jahrbuch Lateinamerika Band 24. Münster, 2000.
- Die kubanische Sexualpolitik zwischen Anspruch und Wirklichkeit. Ottmar Ette, Martin Franzbach (Hrsg.), Kuba Heute. Politik, Wirtschaft, Kultur. Frankfurt am Main, 2001.